# Липова (притока Мурафи)
Липова — річка  в Україні, у  Барському районі Вінницької області. Ліва притока  Мурафи (басейн Дністра ).

## Опис
Довжина річки 6,8 км., площа басейну - 13,8 км². У річку впадає кілька безіменних струмків.  

## Розташування
Бере  початок на південному заході від Міжлісся. Тече переважно на південний схід  і на північному сході від Мальчівців впадає у річку Мурафу, ліву притоку Дністра за 154 км. від її гирла.